# Nordre-Isfjorden-Nationalpark
Der Nordre-Isfjorden-Nationalpark (norwegisch Nordre Isfjorden nasjonalpark) ist ein 2.952 km² großer Nationalpark auf der norwegischen Insel Spitzbergen. Der Nationalpark umfasst 2.050 km² Festland und 902 km² Meeresfläche und ist einer von sieben Nationalparks auf Spitzbergen. Er wurde 2003 gegründet.
Am Isfjord gibt es weite Küstenebenen mit üppiger und vielfältiger Vegetation. Alkhornet und Daudmannsøyra sind wichtige Vogelschutzgebiete. Zum Nationalpark gehören mehrere Gletscher, darunter der von Touristenschiffen aus Longyearbyen angefahrene Esmarkbreen.

## Bildergalerie

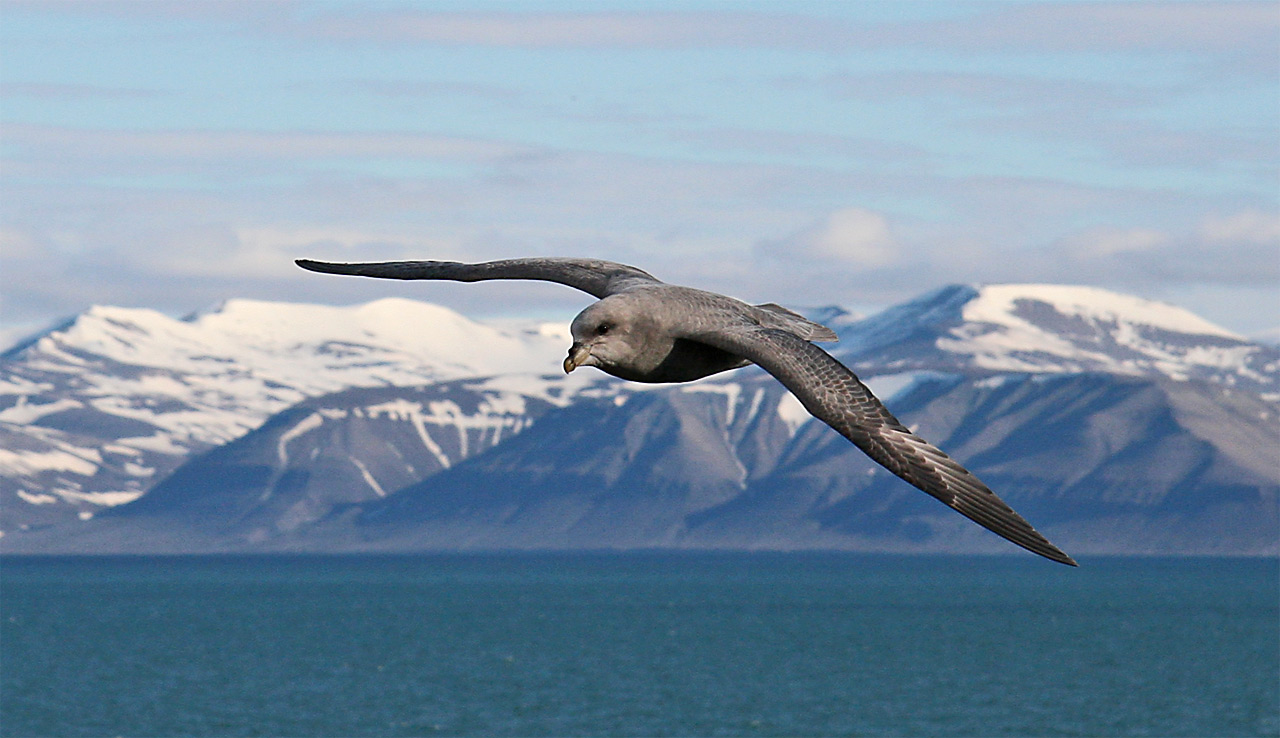
Eissturmvogel im Flug überm Isfjord
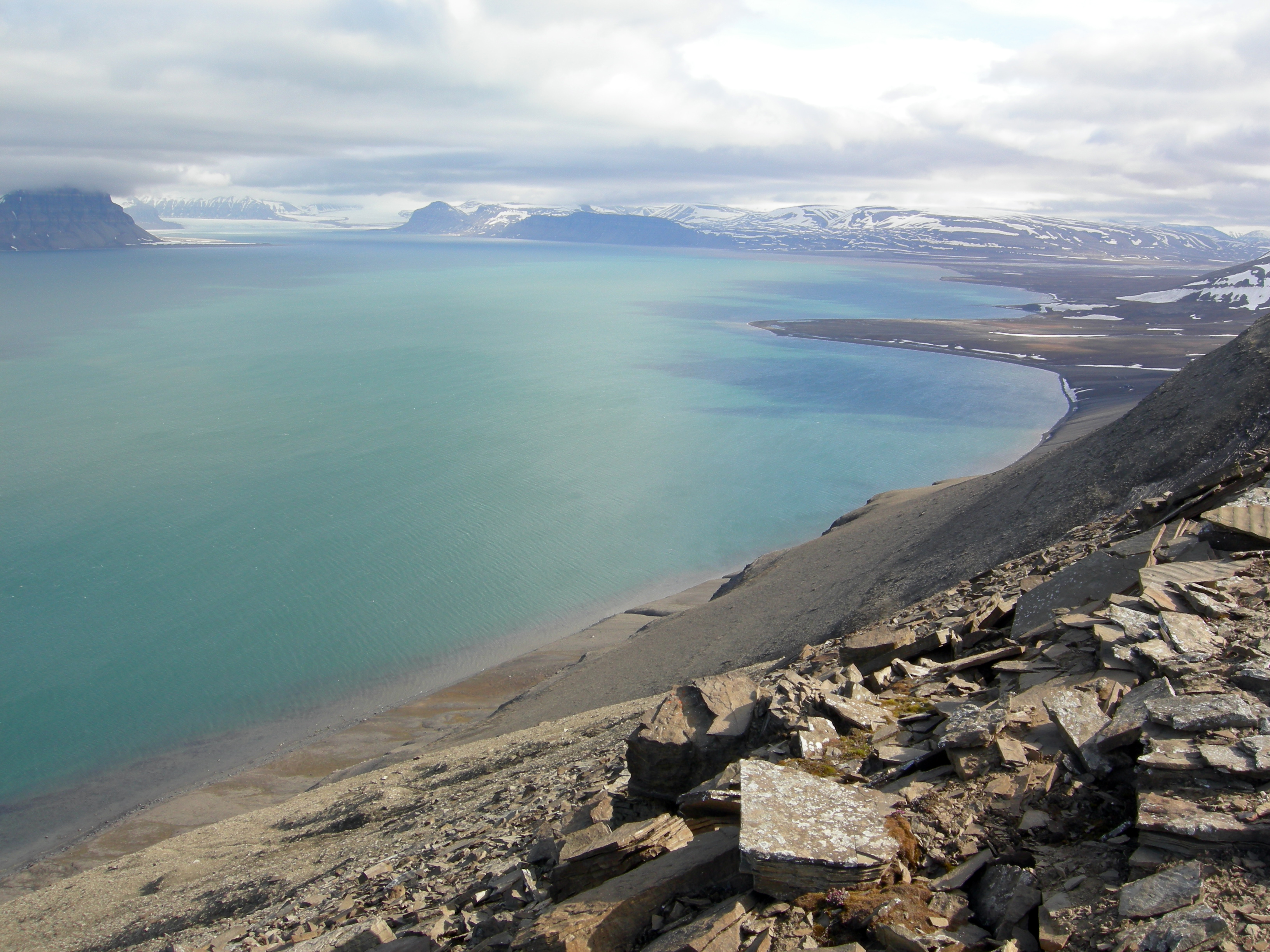
Isfjord von der Südküste bei DeGeerdalen aufgenommen
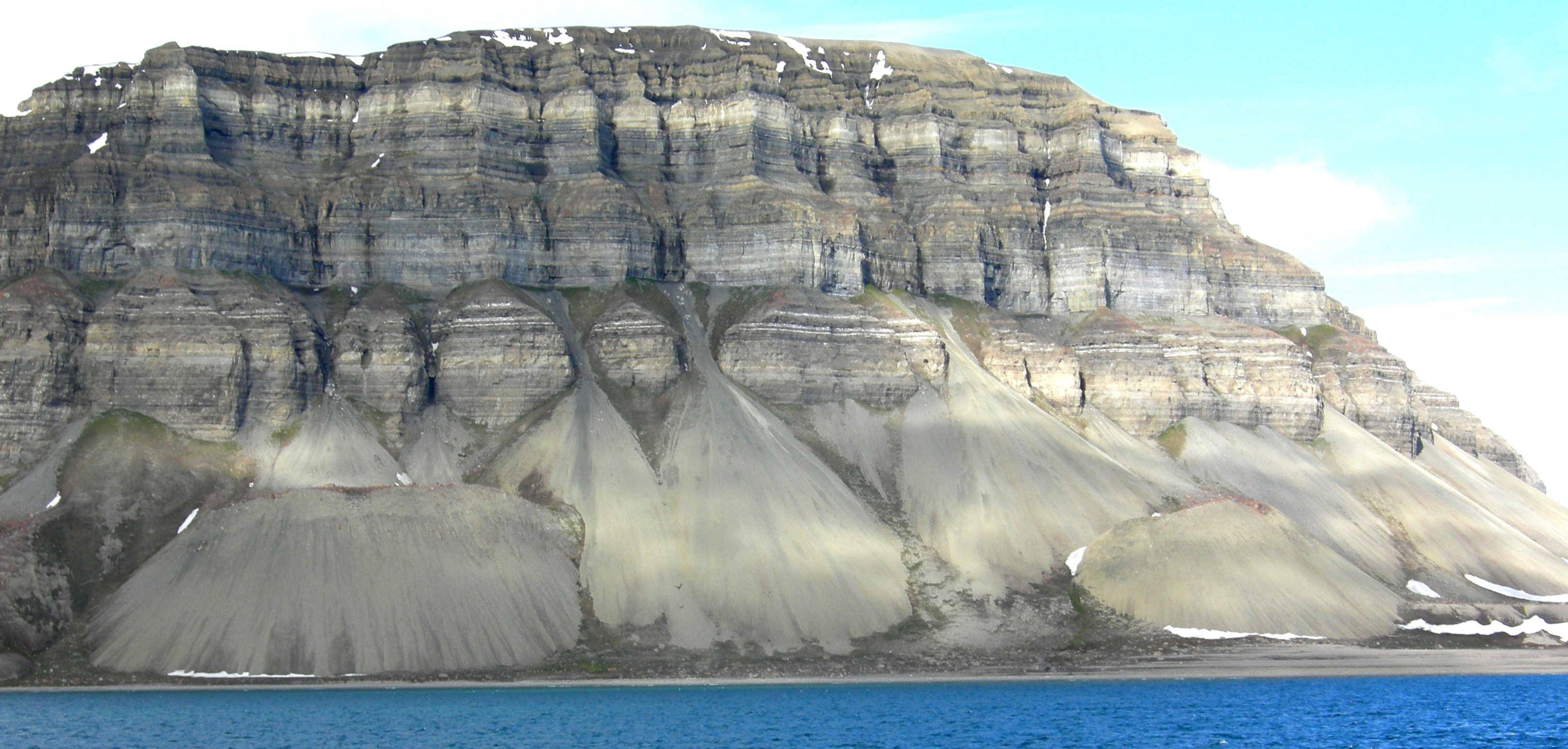
Taluskegel an der Nordküste des Ifjordes